# Kościół Matki Bożej Szkaplerznej w Stróżewie
Kościół pod wezwaniem Matki Boskiej Szkaplerznej w Stróżewie – wzniesiona pod koniec XIX w. neogotycka, poewangelicka świątynia w Stróżewie, w województwie wielkopolskim, w powiecie chodzieskim, w gminie Chodzież. Jest kościołem parafialnym parafii Matki Bożej Szkaplerznej w Stróżewie.
Budowla powstała na przełomie XIX i XX wieku na miejscu świątyni szachulcowej z 1793. Od 1911 była siedzibą parafii ewangelickiej, do której należeli wierni ze Stróżewa, Stróżewic i Ostrówki. W okresie II Rzeczypospolitej kościół był we władaniu parafii należącej do superintendentury Oborniki-Chodzież Ewangelickiego Kościoła Unijnego.
Obiekt jest murowany z cegły, w stylu nawiązującym do neogotyku. Ma jedną nawę, półokrągłą absydę, nie posiada wieży.
W 1945 świątynia stała się własnością państwa i urządzono w niej skład materiałów chemicznych. W 1957 została przejęta przez Kościół katolicki. W 1973 stała się kościołem nowo powołanej parafii pw. Matki Bożej Szkaplerznej.
Po wojnie do świątyni dobudowano dzwonnicę.